# بخش طارم سفلی
بخش طارم سفلی به مرکزیت شهر سیردان یکی از بخش‌های شهرستان قزوین در استان قزوین ایران است. طارم سفلی در شمال غربی استان قزوین واقع شده است و بزرگ‌ترین بخش استان قزوین می‌باشد. بنابر سرشماری مرکز آمار ایران، جمعیت بخش طارم سفلی شهرستان قزوین در سال ۱۳۹۵ برابر با ۲۵٬۱۶۰ نفر بوده است. طارم سفلی دومین تولیدکننده زیتون در کشور و قطب تولید انرژی‌های نو و مس کاتدی در استان قزوین می‌باشد.

## تقسیمات کشوری
بخش طارم سفلی یکی از بخش‌های شهرستان قزوین در استان قزوین می‌باشد. همچنین طارم سفلی بزرگ‌ترین بخش استان قزوین است. بر اساس تقسیمات کشوری ایران در سال ۱۳۱۶، طارم سفلی تابع شهرستان زنجان شد. به تصویب هیئت وزیران در ۲۷ اردیبهشت ۱۳۲۷ این بخش از شهرستان زنجان جدا و به شهرستان قزوین ملحق شد. در پی ایجاد استان قزوین در سال ۱۳۷۶ از آن زمان تا به امروز طارم سفلی به عنوان یکی از بخش‌های استان قزوین شناخته می‌شود. شهر سیردان مرکز بخش طارم سفلی می‌باشد.
بخش طارم سفلی هم‌اکنون شامل تقسیمات زیر است:
- شهرها: سیردان
  - دهستان‌ها
  - دهستان چوقور
  - دهستان خندان
  - دهستان نیارک
  - دهستان کوهگیر

## جمعیت
بنابر سرشماری مرکز آمار ایران، جمعیت بخش طارم سفلی شهرستان قزوین در سال ۱۳۹۵ برابر با ۲۵٬۱۶۰ نفر بوده است.

## جاذبه‌های گردشگری
قلعه سمیران
قلعه سمیران از جاذبه‌های تاریخی بخش طارم سفلی و مربوط به دوره ساسانیان - دوران‌های تاریخی پس از اسلام است. این اثر در تاریخ ۹ اردیبهشت ۱۳۸۲ با شمارهٔ ثبت ۸۴۵۸ به‌عنوان یکی از آثار ملی ایران به ثبت رسیده است. این قلعه در شمال غربی بخش طارم سفلی و در مجاورت رودخانه قزل اوزون (سفیدرود) واقع گردیده است. پیشینه این قلعه را به دوران قبل از اسلام نسبت می‌دهند و در طول سال‌های سده چهارم هجری محل فرمانروایی کنگریان و آل مسافر بوده است. این مجموعه تاریخی شامل قلعه، برج‌ها و امامزاده قاسم می‌باشد.
چنار کهنسال سیردان
چنار کهنسال سیردان درخت چناری در بخش طارم سفلی استان قزوین و شهر سیردان می‌باشد. این درخت چنار به شماره ۲۰۷ و در در تاریخ ۹۳/۸/۲۸ در فهرست میراث طبیعی ملی ایران به ثبت رسیده است. قدمت حدودی این درخت کهنسال حدود ۵۰۰ سال تخمین زده شده است. مردم محلی باور دارند این حدود هزار سال قدمت دارد.
دوگنبدان کلج
روستای کلج طارم سفلی دارای جاذبه‌های تاریخی متعددی می‌باشد که از آنها می‌توان به خانه‌های سنگی معروف به «داش» و دوگنبدان اشاره کرد. دوگنبدان به بنای تاریخی گویند که در شمال غربی روستا و در نزدیکی باغات زیتون واقع شده است. این دو گنبد در فاصله ۵ متری از یکدیگر واقع گردیده‌اند بر اساس شواهد باستان شناختی از آثار ارزشمند مربوط به دوران اسلامی بوده و به لحاظ مکان قرارگیری و سبک معماری بنا واحد ارزش‌های تاریخی فراوانی هستند. این بنا در تاریخ ۹۰/۱۰/۸ به شماره ۳۰۷۲۷ در فهرست آثار ملی کشور به ثبت رسیده است.

##### روستای عمقین
روستای کُهن عمقین که به نِگین طارم سفلی نیز معروف است، از بهترین و سر سبزترین مناطق این بخش می‌باشد. این روستا با کوه‌ها و جنگل‌های انبوه بلوط طارم سفلی احاطه شده است. آبشارها و مناطق زیبای عمقین همچون وکینه سود و قز آقل و کوه خوش سیمای شاه اسماعیل و ده‌ها منطقه دیگر فضایی رؤیایی به این روستا بخشیده است. عمقین دارای انواع باغات میوه می‌باشد و اطراف این روستا منابع غنی از گیاهان دارویی را می‌توان یافت. این روستا در منطقه بالادست مرکز طارم سفلی یعنی سیردان واقع شده است.

## زبان و مذهب
ساکنین بخش طارم سفلی از دیرباز به زبان ترکی آذربایجانی صحبت می‌کنند و پیرو مذهب شیعه هستند.

## اقتصاد
کشاورزی
عمده فعالیت‌های اقتصادی طارم سفلی در حوزه باغداری و کشاورزی متمرکز است. بخش طارم سفلی دومین تولیدکننده زیتون در کشور می‌باشد. طارم سفلی دارای ۹ هزار و ۷۵۰ هکتار باغ زیتون است. همچنین ارتفاعات طارم سفلی همچون دهستان چوقور، دهستان نیارک و اراضی دیم شهر سیردان تحت کشت محصولات اساسی همچون گندم و جو است. از دیگر محصولات کشاورزی طارم سفلی گردو و گیلاس شهر سیردان و روستای عمقین می‌باشد. همچنین انار روستای سنگان این منطقه از مرغوبیت و معروفیت بالایی برخوردار بوده و بزرگ‌ترین تولیدکننده میوه انار در استان قزوین می‌باشد. روستای یوزباشی چای این بخش نیز یکی از دو قطب تولید میوه زغال‌اخته در استان قزوین است.
صنایع تبدیلی
ناحیه صنعتی طارم در بخش طارم سفلی و در حدفاصل دو روستای کلج و سیاهپوش واقع گردیده است. این دو روستا دارای کارخانجات و کارگاه‌های متعدد روغن کشی، فرآوری و بسته‌بندی زیتون می‌باشند. همچنین روستای آلتین کش در غرب طارم سفلی از روستاهای فعال در صنایع تبدیلی می‌باشد.
معادن
بزرگ‌ترین مجتمع صنعتی و معدنی «مس کاتدی» بخش خصوصی در کشور، در دهستان چوقور این بخش قرار دارد.

## نگاره‌ها

طارم سفلی
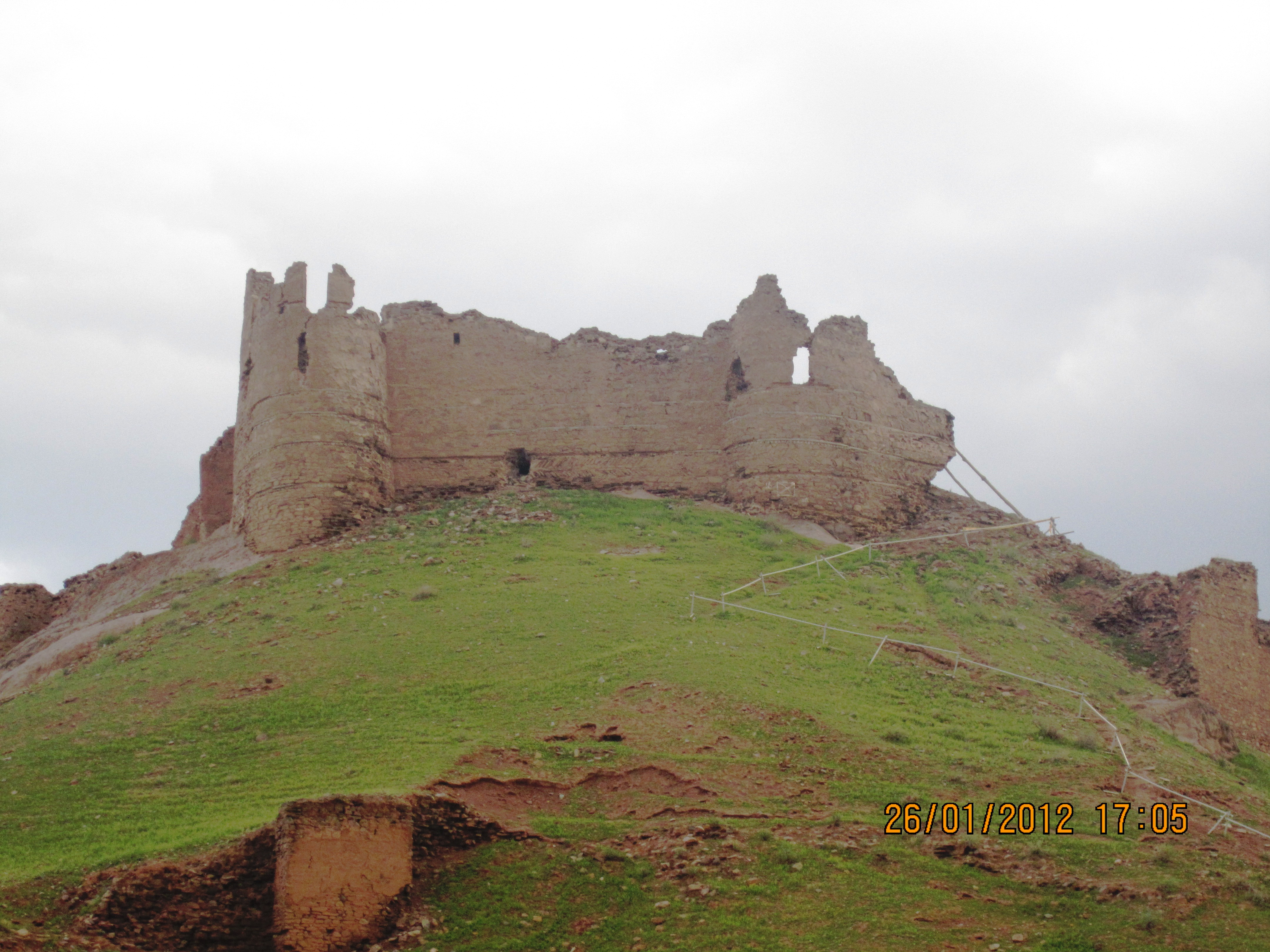
قلعه کنگر(شمیران)
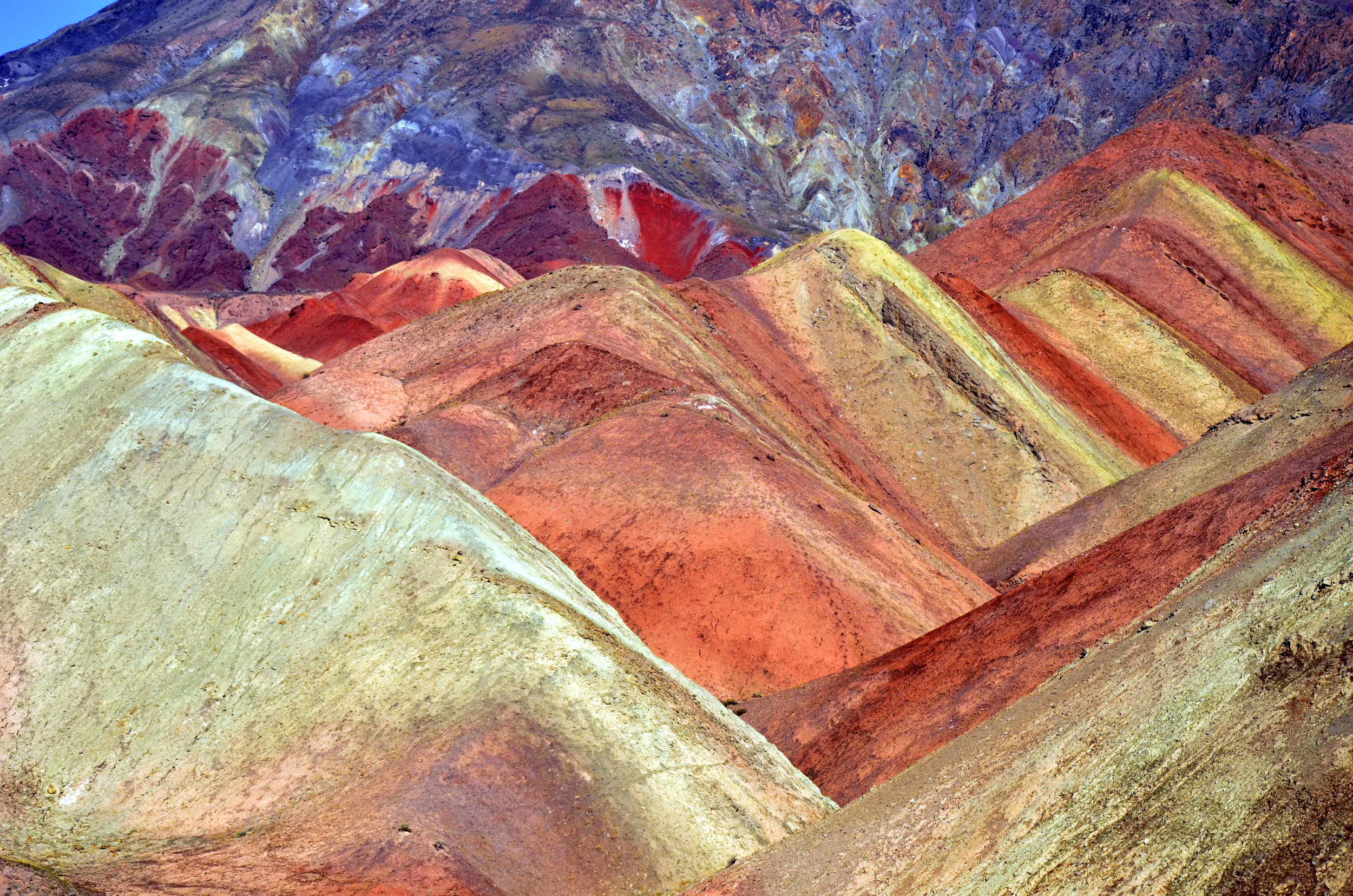
کوه‌های رنگین کمانی آلاداغلار در نزدیکی آلتین‌کش
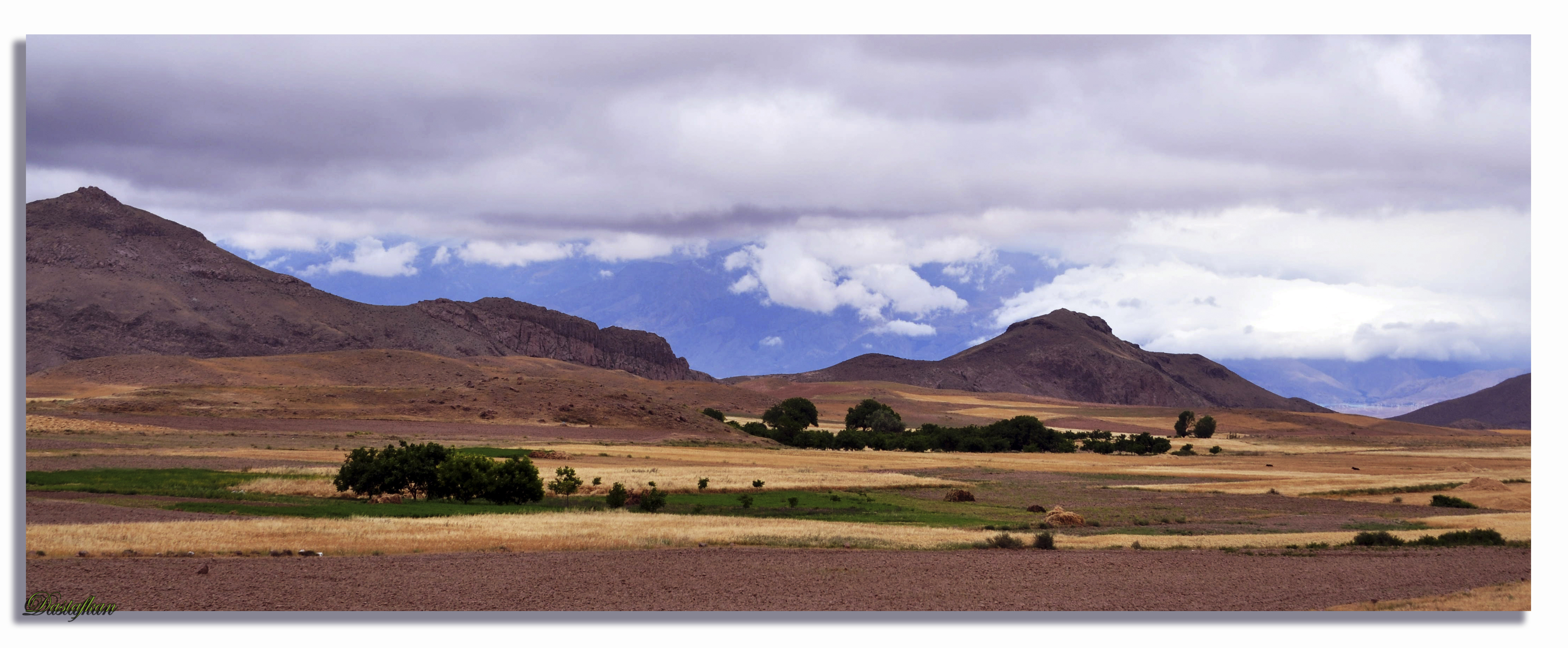
کوه اژدهاداشی در روستای بزرگ نیارک
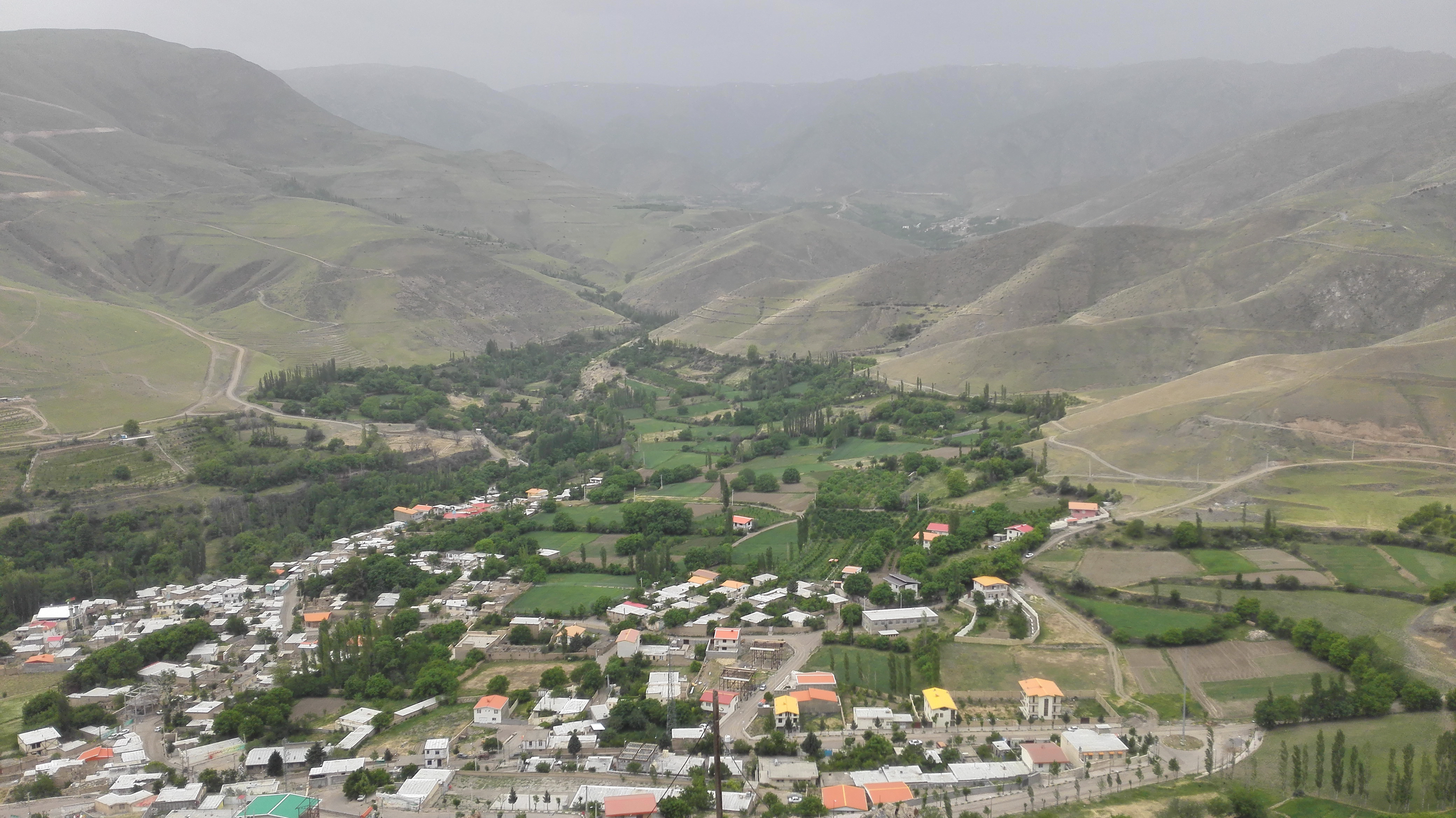
شهر سیردان مرکز بخش
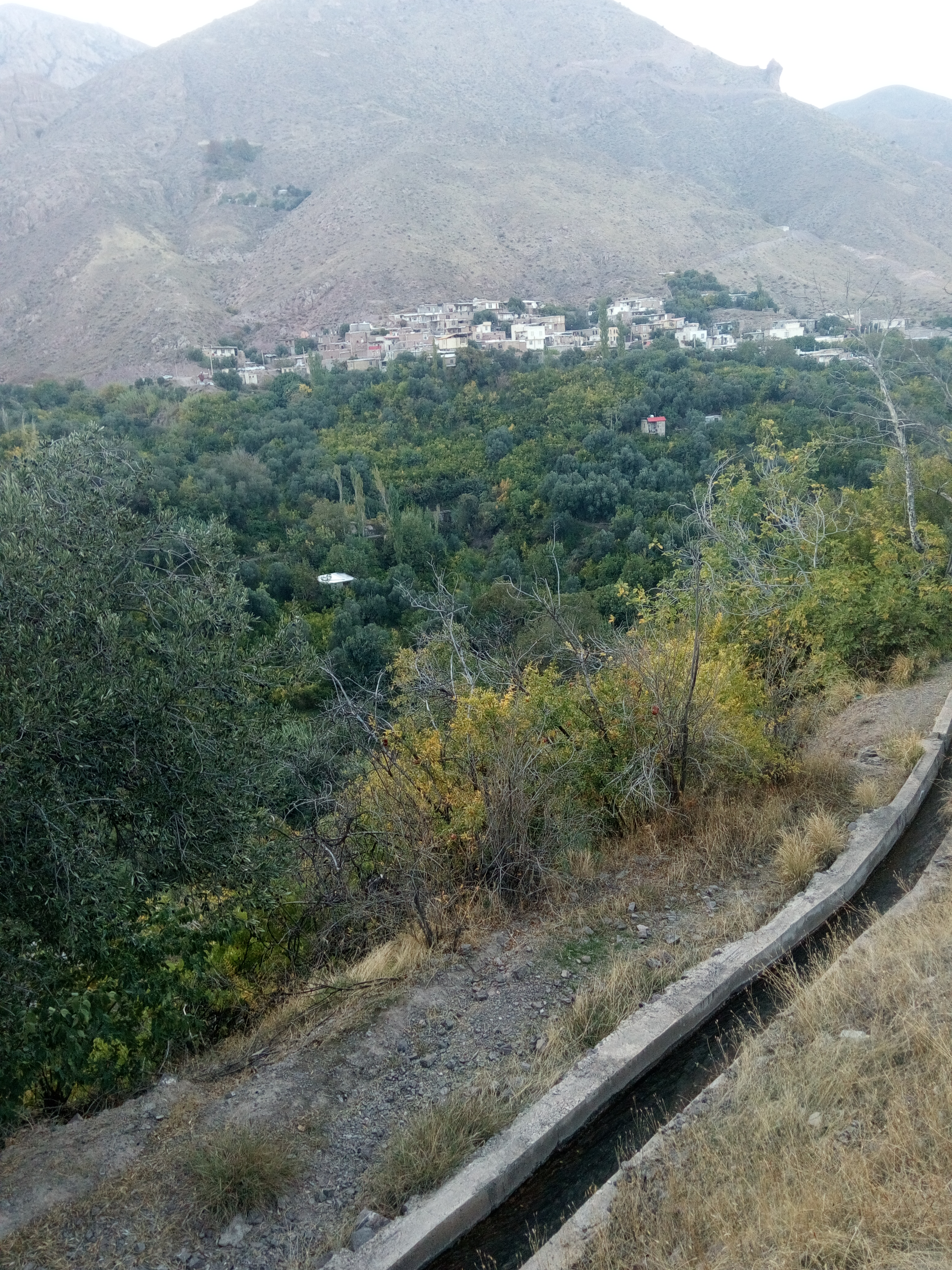
روستای سنگان علیا (سیدلر)